# Communauté de communes du Pays de Trie
La communauté de communes du Pays de Trie est une ancienne communauté de communes française, située dans le département des Hautes-Pyrénées et la région Occitanie.

## Histoire
Elle fusionne avec la communauté de communes du Magnoac pour former la communauté de communes du Pays de Trie et du Magnoac au 1er janvier 2017.

## Composition
Elle était composée des communes suivantes :
| Nom                    | Code Insee | Gentilé      | Superficie (km2) | Population (dernière pop. légale) | Densité (hab./km2) |
| ---------------------- | ---------- | ------------ | ---------------- | --------------------------------- | ------------------ |
| Trie-sur-Baïse (siège) | 65452      | Triais       | 11,20            | 1 062 (2014)                      | 95                 |
| Antin                  | 65015      | Antinois     | 7,46             | 123 (2014)                        | 16                 |
| Bernadets-Debat        | 65085      | Bernadetois  | 8,77             | 104 (2014)                        | 12                 |
| Bonnefont              | 65095      | Bonnefontois | 15,37            | 349 (2014)                        | 23                 |
| Bugard                 | 65110      | Bugardais    | 5,32             | 83 (2014)                         | 16                 |
| Estampures             | 65170      | Estampurois  | 5,56             | 71 (2014)                         | 13                 |
| Fontrailles            | 65177      | Fontraillais | 8,99             | 133 (2014)                        | 15                 |
| Fréchède               | 65178      | Fréchédois   | 5,43             | 46 (2014)                         | 8,5                |
| Lalanne-Trie           | 65250      | Labatriens   | 4,92             | 112 (2014)                        | 23                 |
| Lamarque-Rustaing      | 65253      | Lamarquéens  | 2,79             | 60 (2014)                         | 22                 |
| Lapeyre                | 65260      | Lapeyrais    | 3,57             | 89 (2014)                         | 25                 |
| Lubret-Saint-Luc       | 65288      | Lubrelucois  | 5,61             | 65 (2014)                         | 12                 |
| Luby-Betmont           | 65289      | Lubymontois  | 7,16             | 101 (2014)                        | 14                 |
| Lustar                 | 65293      | Lustardais   | 4,91             | 115 (2014)                        | 23                 |
| Mazerolles             | 65308      | Mazerollois  | 6,33             | 111 (2014)                        | 18                 |
| Osmets                 | 65342      | Osmetsiens   | 4,88             | 77 (2014)                         | 16                 |
| Puydarrieux            | 65374      |              | 13,99            | 218 (2014)                        | 16                 |
| Sadournin              | 65383      | Sadourdinois | 12,41            | 178 (2014)                        | 14                 |
| Sère-Rustaing          | 65423      | Sérais       | 5,29             | 131 (2014)                        | 25                 |
| Tournous-Darré         | 65448      |              | 5,63             | 82 (2014)                         | 15                 |
| Vidou                  | 65461      | Vidousiens   | 4,96             | 96 (2014)                         | 19                 |
| Villembits             | 65474      | Villemurais  | 5,25             | 119 (2014)                        | 23                 |

## Démographie
| 2009  | 2013  |
| ----- | ----- |
| 3 624 | 3 524 |

## Liste des Présidents successifs
| Période                                  | Période  | Identité          | Étiquette | Qualité |
| ---------------------------------------- | -------- | ----------------- | --------- | ------- |
| 2007                                     | en cours | Jean-Claude Duzer |           |         |
| Les données manquantes sont à compléter. |          |                   |           |         |

## Historique
date de la création de la Communauté de Communes du Pays de Trie : 1er janvier 2007